# Liberarea condiţionată
Liberarea condiționată reprezintă o instituție de drept penal ce constă în acordarea permisiunii unui prizonier să își execute restul de pedeapsă în afara penitenciarului, în cazul în care acesta a fost condamnat la pedeapsa închisorii sau a detențiunii pe viață. Reprezintă o excepție de a uzanța conform căreia o pedeapsă privativă de libertate atrage, de regulă, executarea acesteia într-un penitenciar pe întreaga durată stabilită de către instanță.

## Bibigrafie
- Udroiu, M; Fișe de drept penal. Partea generală. Teorie și cazuri practice, București, editura C.H. Beck, 2024.